# Edifici CIC
L'edifici CIC és un immoble de caràcter escolar situat a la Via Augusta i el carrer de Vallmajor de Barcelona, al barri de Sant Gervasi-Galvany, catalogat com a bé amb elements d'interès (categoria C).

## Història i descripció
Promogut per la Institució Cultural del CICF (Centre d'Influència Catòlica Femení), fou projectat el 1962 pels arquitectes Guillermo Giráldez i Dávila, Xabier Subías i Fagés i Pedro López Iñigo, i reformat per ells mateixos el 1969.
Consta de planta baixa, soterrani, semisoterrani i sis pisos., i està format per dos cossos maclats, amb estructura de pòrtics de formigó armat vist paral·lels a la Via Augusta i riostres planes que, a més, formen les caixes de persiana. L'estructura en forma de «V» invertida permet ubicar al soterrani una sala de conferències per a unes 260 persones, sense pilars intermedis. L'escala metàl·lica, afegida posteriorment a la façana lateral per ajustar-se a la normativa de protecció contra incendis, encaixa amb l'estil industrial proper al brutalisme.